# Мулуя
Мулуя або Уед-Мулуя (Wadi Muluya, араб. وادي ملوية) —  річка на сході Марокко, витікає кількома витоками з Високого Атласу (араб. الاطلس الكبير‎‎, фр. Haut Atlas) — гірське пасмо у складі Атлаських гір, протікає по великій пустельній западині і впадає у Середземне море за 10 км на захід від кордону з Алжиром (35°07′ пн. ш. 2°20′ зх. д. / 35.12° пн. ш. 2.33° зх. д.). До 1830 кордон проходив саме по річці.
Довжина становить 520 км, поповнюється за рахунок танення снігів в горах та дощів. Витрата води становить від 1000 м³/с на початку весни до 1 м³/с влітку. Річка інтенсивно використовується для зрошування. В середній течії річки побудована гребля, ГЕС, водосховище і зрошувальна система Мешра-Кліла, нижче якої - гідровузол і зрошувальна система Мешра-Хамади.